# Dalaguete
Dalaguete là một đô thị hạng 2 của tỉnh Cebu, Philippines. Theo điều tra dân số năm 2007, đô thị này có dân số 61.405 người.

## Các đơn vị dân cư
Dalaguete được chia thành các đơn vị hành chính gồm 33 khu dân cư (khu phố) (barangay).
| - Ablayan - Babayongan - Balud - Banhigan - Bulak - Caliongan - Caleriohan - Casay - Catolohan - Cawayan - Consolacion | - Coro - Dugyan - Dumalan - Jolomaynon - Lanao - Langkas - Lumbang - Malones - Maloray - Mananggal - Manlapay | - Mantalongon - Nalhub - Obo - Obong - Panas - Poblacion - Sacsac - Tapun - Tuba - Salug - Tabon |